# Bentley Bentayga
O Bentley Bentayga é um veículo SUV de luxo produzido pela Bentley, lançado em 2015 é primeiro veículo da montadora nessa classe, o carro utiliza a plataforma MLB da Volkswagen, a mesma utilizada também no Audi Q7, no Porsche Cayenne e na Volkswagen Touareg, o nome é inspirado na Roque Bentayga, uma formação rochosa nas Ilhas Canárias na Espanha. Conta com um motor bi-turbo W12 de 600 hp, fazendo de 0 a 100 km/h em 4,1 segundos, sua velocidade máxima é de 301 km/h, fazendo com que o Bentayga seja o SUV mais rápido do mundo.